# Nuova Zelanda ai Giochi della XX Olimpiade
La Nuova Zelanda partecipò ai Giochi della XX Olimpiade che si sono svolti a Monaco di Baviera dal 26 agosto all'11 settembre 1972, con una delegazione di 89 atleti impegnati in 14 discipline per un totale di 63 competizioni.  Portabandiera fu il discobolo e pesista Leslie Mills, alla sua quarta Olimpiade.
Il bottino della squadra fu di una medaglia d'oro, una d'argento e una di bronzo. L'oro e l'argento vennero dal canottaggio, mentre il bronzo fu conquistato a sorpresa da Rod Dixon sui 1500 metri.

## Medaglie
| Medaglia | Nome | Sport            | Evento        |
| -------- | --- | ---------------- | ------------- |
| Oro      | Tony Hurt Wybo Veldman Dick Joyce John Hunter (canottiere) Lindsay Wilson Athol Earl Trevor Coker Gary Robertson Simon Dickie | Canottaggio      | Otto          |
| Argento  | Dick Tonks Dudley Storey Ross Collinge Noel Mills                                                                             | Canottaggio      | Quattro senza |
| Bronzo   | Rod Dixon | Atletica leggera | 1500 m        |